# Brandy Gage
Brandy Gage es una variedad cultivar de ciruelo (Prunus domestica), de las denominadas ciruelas europeas,
una variedad de ciruela obtenida de una plántula casual ya descrita en 1866. Tiene similitud a 'Golden Drop' pero de tamaño más pequeño. Las frutas tienen un tamaño mediano, color de piel dorado verdoso con manchas irregulares más claras, sin chapa, punteado lenticelar abundante muy menudo, y pulpa de color amarillo dorado o ambarina, con una textura firme, poco jugosa, y un sabor muy dulce y rico.

## Sinonimia
- "Imperiale de Mann",
- "Mann's Imperial",
- "Mann's Brandy Gage".[5]

## Historia
'Brandy Gage' es una variedad de ciruela inglesa, obtenida de una plántula casual  ya descrita en 1866. Está incluida en el grupo de las "Reinas Claudias" ("Green Gages").
Ha sido descrita por : 1. Hogg Fruit Man. 371. 1866. 2. Fell Cat. 1893. 3. Guide Prat. 163, 352. 1895. 4. Garden 62:433. 1902.
'Brandy Gage' está cultivada en diversos bancos de germoplasma de cultivos vivos, tales como en National Fruit Collection (Colección Nacional de Fruta) de Reino Unido con el número de accesión: 1927-052 y Nombre Accesión : Brandy Gage. Fue introducida en el "Probatorio Nacional de Fruta" para evaluar sus características en 1927 procedente de "Allgrove's nurseries", Langley, Buck.

## Características
'Brandy Gage' árbol con una copa abierta y ancha y un tronco grueso con corteza áspera, que produce antes y mejor que la RC Verte, que da frutos abundantes. Requiere suelo ligero y una posición soleada. Es auto estéril necesita otras variedades polinizadoras. Las mejores frutas vienen cuando hay un comienzo de verano húmedo y un clima cálido y seco en el período de maduración. Si el clima es al revés, gran parte de la cosecha se pierde por culpa de la monilinia (Podredumbre parda). Tiene un tiempo de floración que comienza a partir del 14 de abril con el 10% de floración, para el 16 de abril tiene una floración completa (80%), y para el 29 de abril tiene un 90% de caída de pétalos.
'Brandy Gage' tiene una talla de tamaño medio (peso promedio 27,30 gr), de forma ovalada a ovalada oblonga, tiene similitud a 'Golden Drop' pero de tamaño más pequeño, ligeramente asimétrica con un lado algo más desarrollado, con la sutura bien perceptible, de color grisáceo indefinido, transparente, hundida y a veces hendida en la cavidad peduncular, en el resto del fruto situada en una depresión muy ligera o completamente superficial; epidermis recubierta de pruina muy abundante, espesa, blanquecina, pubescencia muy abundante por casi todo el fruto, pero sobre todo en el polo pistilar, la piel con color dorado verdoso con manchas irregulares más claras, sin chapa, punteado lenticelar abundante muy menudo, a veces formando grupos compactos, blanquecino, con aureola verdosa o imperceptible; Pedúnculo de longitud corto o mediano (promedio de 11,61mm), fuerte, muy pubescente, casi tomentoso, ubicado en una cavidad del pedúnculo de anchura mediana y poca profundidad, medianamente rebajada en la sutura, y menos y más suavemente en el lado opuesto;pulpa de color amarillo dorado o ambarina, con una textura firme, poco jugosa, y un sabor muy dulce y rico.
Hueso semi libre en caras laterales, rara vez libre, de tamaño mediano o grande, elíptico, con ligera cresta ventral, con surco dorsal profundo y ancho; surcos laterales poco acusados, y las caras laterales semi-lisas en parte central, rugosas o escabrosas en zona pistilar y con bastantes orificios junto a zona dorsal.
Su tiempo de recogida de cosecha se inicia en su maduración de la primera y segunda decena de septiembre.

## Usos
La ciruela 'Brandy Gage' se comen crudas de fruta fresca en mesa, en usos culinarios, y en la elaboración de licores.

## Cultivo
Auto féril, mejora con polinizadores de otras variedades de ciruelos, tales como los de Reina Claudia.

## Enfermedades y plagas
Plagas específicas:
Pulgones, Cochinilla parda, aves Camachuelos, Orugas, Araña roja de árboles frutales, Polillas minadoras de hojas, Pulgón enrollador de hojas de ciruelo.
Enfermedades específicas:
Podredumbre parda de las ciruelas.